# فریسکو (کارولینای شمالی)
فریسکو (به انگلیسی: Frisco) شهری در ایالت کارولینای شمالی کشور ایالات متحده آمریکا است که جمعیت آن در سرشماری سال ۲۰۱۰ میلادی، ۲۰۰ نفر بوده‌است.